# لیگ برتر والیبال مردان ایران ۱۳۷۸
لیگ برتر والیبال ایران ۱۳۷۸ سومین دوره لیگ برتر والیبال ایران می‌باشد. این دوره از مسابقات با شرکت ۹ تیم در یک گروه به صورت دوره‌ای و بازی‌های رفت و برگشت انجام شد و در پایان پس از انجام ۷۲ مسابقه، تیم پیکان تهران به قهرمانی این دوره از مسابقات لیگ برتر رسید.

## جدول رده‌بندی
|      |                       |          | بازی‌ها | بازی‌ها | بازی‌ها | ست‌ها | ست‌ها | ست‌ها    | صعود یا سقوط                        |
| رتبه | تیم                   | امتیازات | بازی   | برد    | باخت   | برد  | باخت | میانگین | صعود یا سقوط                        |
| ---- | --------------------- | -------- | ------ | ------ | ------ | ---- | ---- | ------- | ----------------------------------- |
| ۱    | پیکان تهران           | ۲۹       | ۱۶     | ۱۳     | ۳      | ۴۱   | ۲۰   | ۲٫۰۵۰   | صعود به قهرمانی باشگاه‌های آسیا ۲۰۰۰ |
| ۲    | موتوژن تبریز          | ۲۸       | ۱۶     | ۱۲     | ۴      | ۴۲   | ۱۸   | ۲٫۳۳۳   |                                     |
| ۳    | صنام تهران            | ۲۸       | ۱۶     | ۱۲     | ۴      | ۳۹   | ۱۸   | ۲٫۱۶۷   |                                     |
| ۴    | مقاومت استقلال ارومیه | ۲۷       | ۱۶     | ۱۱     | ۵      | ۳۷   | ۲۶   | ۱٫۴۲۳   |                                     |
| ۵    | ابومسلم خراسان        | ۲۴       | ۱۶     | ۸      | ۸      | ۳۳   | ۳۱   | ۱٫۰۶۵   |                                     |
| ۶    | پرسپولیس تهران        | ۲۳       | ۱۶     | ۷      | ۹      | ۳۰   | ۳۳   | ۰٫۹۰۹   |                                     |
| ۷    | فولاد مبارکه اصفهان   | ۲۱       | ۱۶     | ۵      | ۱۱     | ۲۵   | ۳۶   | ۰٫۶۹۴   |                                     |
| ۸    | فولاد مبارکه اصفهان   | ۲۰       | ۱۶     | ۴      | ۱۲     | ۱۸   | ۴۲   | ۰٫۴۲۹   |                                     |
| ۹    | وحدت ساری             | ۱۶       | ۱۶     | ۰      | ۱۶     | ۵    | ۴۸   | ۰٫۱۰۴   | سقوط به دسته اول                    |

## رده‌بندی نهایی
| رتبه | تیم                   |
| ---- | --------------------- |
| 1    | پیکان تهران           |
| 2    | موتوژن تبریز          |
| 3    | صنام تهران            |
| ۴    | مقاومت استقلال ارومیه |
| ۵    | ابومسلم خراسان        |
| ۶    | پرسپولیس تهران        |
| ۷    | ذوب‌آهن اصفهان         |
| ۸    | فولاد مبارکه اصفهان   |
| ۹    | وحدت ساری             |

|  | راه‌یافته به قهرمانی باشگاه‌های آسیا ۲۰۰۰ |

|  | راه‌یافته به دسته اول |

| قهرمان فصل ۱۳۷۸ لیگ برتر ایران |
| ------------------------------ |
| پیکان تهران چهارمین قهرمانی    |

|  |  |

### ترکیب تیم قهرمان
کیوان مجردی، حسین معدنی، بهنام محمودی، حسین نجاتی، الکس سردیتوف، بهروز عطایی، رژ یانف، جلال لطیف‌زاده، محمود افشاردوست، محمد علیپور، مهدی قلی‌زاده، داریوش سلیمانی، عظیم جزیده، افشین اولیایی.
سرمربی: حسین مهران‌پور
مربیان: حسین حسینی، بهمن سلطانی